# Дурасов, Егор Александрович
Егор Александрович Дурасов (26 августа (6 сентября) 1781—4 (16) января 1855) — действительный тайный советник, московский гражданский губернатор (1817—1823).

## Биография
Происходил из рода Дурасовых. Родился 26 августа (6 сентября) 1781 года.
Воспитывался в Пажеском корпусе, в 1798 году был произведён в камер-пажи, в следующем году — в лейб-пажи; в 1802 году поступил на службу в лейб-гвардии Семеновский полк поручиком.
Участвовал в походе в Моравию и в сражении при Аустерлице (1805 г.), а также в сражениях под Гейльсбергом и при Фридланде (1807 г.). В чине капитана 15 февраля 1808 года был назначен в Москву полицеймейстером; в 1811 году был произведён в полковники; 13 октября 1813 года был уволен с военной службы, переименован в статские советники и до 13 июля 1817 года занимал должность московского вице-губернатора; в 1816 году был произведён в чин действительного статского советника; с 13.07.1817 по 30.3.1823 — московский гражданский губернатор; 12 января 1819 года награждён орденом Святой Анны 1-й степени.
В 1823 году назначен сенатором, в следующем году был командирован для производства следствия о незаконных поборах с казённых поселян и обревизования Вятской губернии;
в 1827 году производил следствие о злоупотреблениях и беспорядках в Костромской губернии; в 1831 году исполнял должность начальствующего над Пречистенскою частью в Москве во время холеры.
В 1842 году, 1 июля, за особые заслуги произведен в действительные тайные советники. В 1843 году был назначен первоприсутствующим 2 отделения 6 департамента, а в 1847 — первоприсутствующим 7 департамента. Награждён орденом Св. Александра Невского. Похоронен в Донском монастыре.